# أول أندرياس نيلسن
أول أندرياس نيلسن (بالنرويجية البوكمول: Ole Andreas Nilsen)‏ هو لاعب كرة قدم نرويجي في مركز الدفاع، ولد في 15 مارس 1976 في ترومسو في النرويج. لعب مع ترومسو إيدريتسلاغ.